# Eburella
Eburella is een kevergeslacht uit de familie van de boktorren (Cerambycidae). De wetenschappelijke naam van het geslacht werd voor het eerst geldig gepubliceerd in 1973 door Monné & Martins.

## Soorten
Eburella omvat de volgende soorten:
- Eburella longicollis Martins & Galileo, 1999
- Eburella pinima Martins, 1997
- Eburella pumicosa Monné & Martins, 1973